# Robert Sens
Pour les articles homonymes, voir Sens.
Robert Sens est un rameur allemand, né le 29 octobre 1977 à Schwerin.

## Palmarès

### Jeux olympiques
- 2000 à Sydney,  Australie
- 2004 à Athènes,  Grèce

### Championnats du monde
- 1998 à Cologne,  Allemagne
  -  Médaille d'or en deux de pointe
- 2002 à Séville,  Espagne
  -  Médaille d'or en quatre de couple
- 2003 à Milan,  Italie
  -  Médaille d'or en quatre de couple
- 2007 à Munich,  Allemagne
  -  Médaille de bronze en quatre de couple